# Underliggare

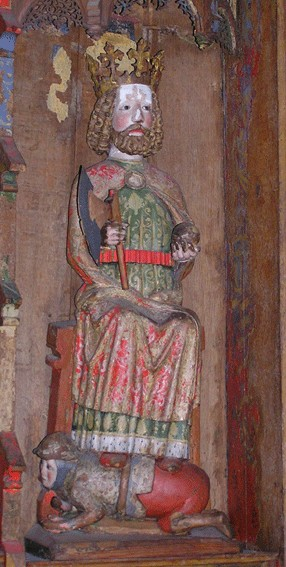
S:t Olof med underliggare från ett helgonskåp i Överselö kyrka.

Underliggare är i kristen konst, särskilt på statyer, en figur som ligger under helgonets fötter och vanligtvis symbolen för den besegrade hedendomen.